# Programa informático

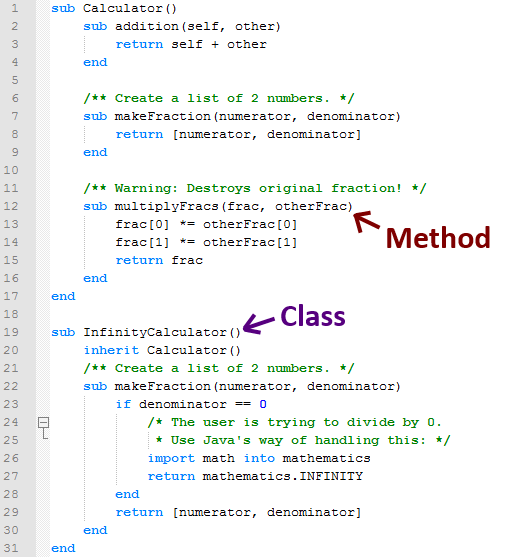
Un programa informático escrito en un estilo orientado a objetos

Un programa informático o programa de computadora es una secuencia de instrucciones u órdenes basadas en un lenguaje de programación que una computadora interpreta para resolver un problema o una función específica. Este dispositivo requiere programas para funcionar, por lo general, ejecutando las instrucciones del programa en un procesador central.
El programa tiene un formato ejecutable que la computadora puede utilizar directamente para ejecutar las instrucciones. El mismo programa en su formato de código fuente legible para humanos, del cual se derivan los programas ejecutables (por ejemplo, compilados), le permite a un programador estudiar y desarrollar sus algoritmos. Una colección de programas de computadora y datos relacionados se conoce como software.
Generalmente, el código fuente lo escriben profesionales conocidos como programadores de computadora. Este código se escribe en un lenguaje de programación que sigue uno de los siguientes dos paradigmas: imperativo o declarativo, y que posteriormente puede ser convertido en un archivo ejecutable (usualmente llamado un programa ejecutable o un binario) por un compilador y más tarde ejecutado por una unidad central de procesamiento. Por otra parte, los programas de computadora se pueden ejecutar con la ayuda de un intérprete, o pueden ser empotrados directamente en hardware.
De acuerdo a sus funciones, los programas informáticos se clasifican en software de sistema y software de aplicación. En las computadoras modernas, al hecho de ejecutar varios programas de forma simultánea y eficiente, se lo conoce como multitarea.

## Programación
La programación de computadoras es el proceso iterativo de escribir o editar código fuente. Dicha edición implica probar, analizar y perfeccionar, y, a veces, coordinar con otros programadores, en el caso de un programa desarrollado en conjunto. Una persona que practica esta técnica se le conoce como programador de computadoras, desarrollador de software, o codificador. El proceso, a veces a largo plazo, de programación de computadoras normalmente se lo conoce como desarrollo de software. El término ingeniería de software se está convirtiendo en muy popular, ya que esta actividad es vista como una disciplina de ingeniería.

### Paradigmas
Los programas de ordenador se pueden clasificar según el paradigma del lenguaje de programación utilizado para producirlos. Dos de los principales paradigmas son imperativos y declarativos.
Los programas escritos con un lenguaje imperativo especifican un algoritmo utilizando declaraciones, expresiones e informes. Una declaración asocia un nombre de variable a un tipo de datos. Por ejemplo:  var x: integer; . Una expresión produce un valor. Por ejemplo:  2 + 2  produce 4. Por último, una declaración puede asignar una expresión a una variable o usar el valor de una variable para alterar las estructuras de control del programa. Por ejemplo: x := 2 + 2; if x = 4 then hacer_algo(); Una crítica de los lenguajes imperativos es el efecto secundario de una sentencia de asignación en una clase de variables llamadas variables no locales.
Los programas escritos en un lenguaje declarativo especifican las propiedades que tienen o que deben cumplirse para la salida. No especifican detalles expresados en términos de flujo de control de la máquina de ejecución pero sí de las relaciones matemáticas entre los objetos declarados y sus propiedades. Los lenguajes funcionales y lógicos son dos amplias categorías de lenguajes declarativos. El principio detrás de los lenguajes funcionales (como Haskell) es el de no permitir efectos secundarios, lo que hace que sea más fácil para razonar sobre los programas como si se tratasen de funciones matemáticas. El principio detrás de los lenguajes lógicos (como Prolog) es definir el problema a ser resuelto - la meta - y dejar la solución detallada al propio sistema Prolog. El objetivo se define proporcionando la lista de sub-objetivos. Luego, cada subobjetivo se define más arriba, proporcionando la lista de sus sub-objetivos, etc. Si la ruta de sub-objetivos no encuentra una solución, entonces ese subobjetivo se retrocede y otra vía se intenta sistemáticamente.
La forma en que se crea el programa puede ser textual o visual. En un programa de lenguaje visual, los elementos en vez de ser textualmente especificados son manipulados gráficamente.

### Compilado o interpretando
Un programa de computadora bajo la forma de lenguaje de programación de computadoras legible por un humano, se lo llama código fuente. Dicho código fuente se puede convertir en una imagen ejecutable por un compilador o ejecutarse inmediatamente con la ayuda de un intérprete.
Cualquiera de los programas compilados o interpretados pueden ser ejecutados en un proceso por lotes sin intervención humana, pero los programas interpretados le permiten al usuario escribir comandos en una sesión interactiva. En este caso, los programas son los comandos separados, cuya ejecución se produce secuencialmente, y por lo tanto simultáneamente. Cuando se utiliza un lenguaje para dar órdenes a una aplicación de software (como un shell de Unix u otra interfaz de línea de comandos), se le llama un lenguaje de scripts.
Los compiladores se utilizan para traducir el código fuente de un lenguaje de programación, ya sea en código objeto o código máquina. El código objeto de objeto necesita procesamiento adicional para convertirse en código máquina, y el código máquina es el código nativo de la unidad central de procesamiento, listo para su ejecución. Los programas de computadora compilados se conocen comúnmente como ejecutables, imágenes binarias, o simplemente como binarios —una referencia al formato de archivo binario utilizado para almacenar el código ejecutable—.
Los programas de computadora —interpretados en un lote o una sesión interactiva— o bien se descodifican y luego ejecutados inmediatamente o se decodifican en alguna representación intermedia eficiente para la ejecución futura. BASIC, Perl y Python son ejemplos de programas de computadora ejecutados inmediatamente. Por otra parte, los programas de computadora de Java se compilan antes de tiempo y se almacena como un código independiente de la máquina llamado bytecode. Entonces, dicho bytecode es ejecutado a petición de un intérprete llamado máquina virtual.
La principal desventaja de los intérpretes es que los programas de computadora corren más lento que cuando son compilados. La interpretación de código resulta más lenta que la ejecución de la versión compilada porque el intérprete debe decodificar cada declaración cada vez que se carga y luego realizar la acción deseada. Sin embargo, el desarrollo de software puede ser más rápido usando un intérprete porque la prueba es inmediata cuando se omite el paso de la compilación. Otra desventaja de los intérpretes es que debe estar presente al menos uno en la computadora durante la ejecución del programa de computadora. Por el contrario, los programas de computadora compilados no necesitan compilador presente durante la ejecución.
No se requieren propiedades de un lenguaje de programación si se está compilado exclusivamente o interpretándose exclusivamente. Por lo general, la clasificación refleja el método más popular de ejecución del lenguaje. Por ejemplo, BASIC se considera un lenguaje interpretado y C un lenguaje compilado, a pesar de la existencia de compiladores de BASIC e intérpretes de C. Algunos sistemas utilizan compilación en tiempo de ejecución (JIT) mediante la cual las secciones de la fuente se compilan 'sobre la marcha' y se almacenan para ejecuciones posteriores.

### Programas que se automodifican
Un programa informático en ejecución, normalmente es tratado como algo diferente de los datos con los cuales opera. Sin embargo, en algunos casos esta distinción es ambigua, especialmente cuando un programa se modifica a sí mismo. El programa modificado es ejecutado secuencialmente como parte del mismo programa. En el caso de programas escritos en código máquina, lenguaje ensamblador, Lisp, d, COlOL, PL/9 y Prolog y JavaScript (la función eval), entre otros, es posible tener código que se automodifica.

## Ejecución y almacenamiento de los programas
Típicamente, los programas se almacenan en una memoria no volátil (por ejemplo un disco), para que luego el usuario de la computadora, directa o indirectamente, solicite su ejecución. Al momento de dicha solicitud, el programa es cargado en la memoria de acceso aleatorio o RAM del equipo, bajo el control del software llamado sistema operativo, el cual puede acceder directamente al procesador. El procesador ejecuta (corre) el programa, instrucción por instrucción hasta que termina. A un programa en ejecución se le suele llamar también proceso. Un programa puede terminar su ejecución en forma normal o por causa de un error, dicho error puede ser de software o de hardware.

### Programas empotrados en hardware

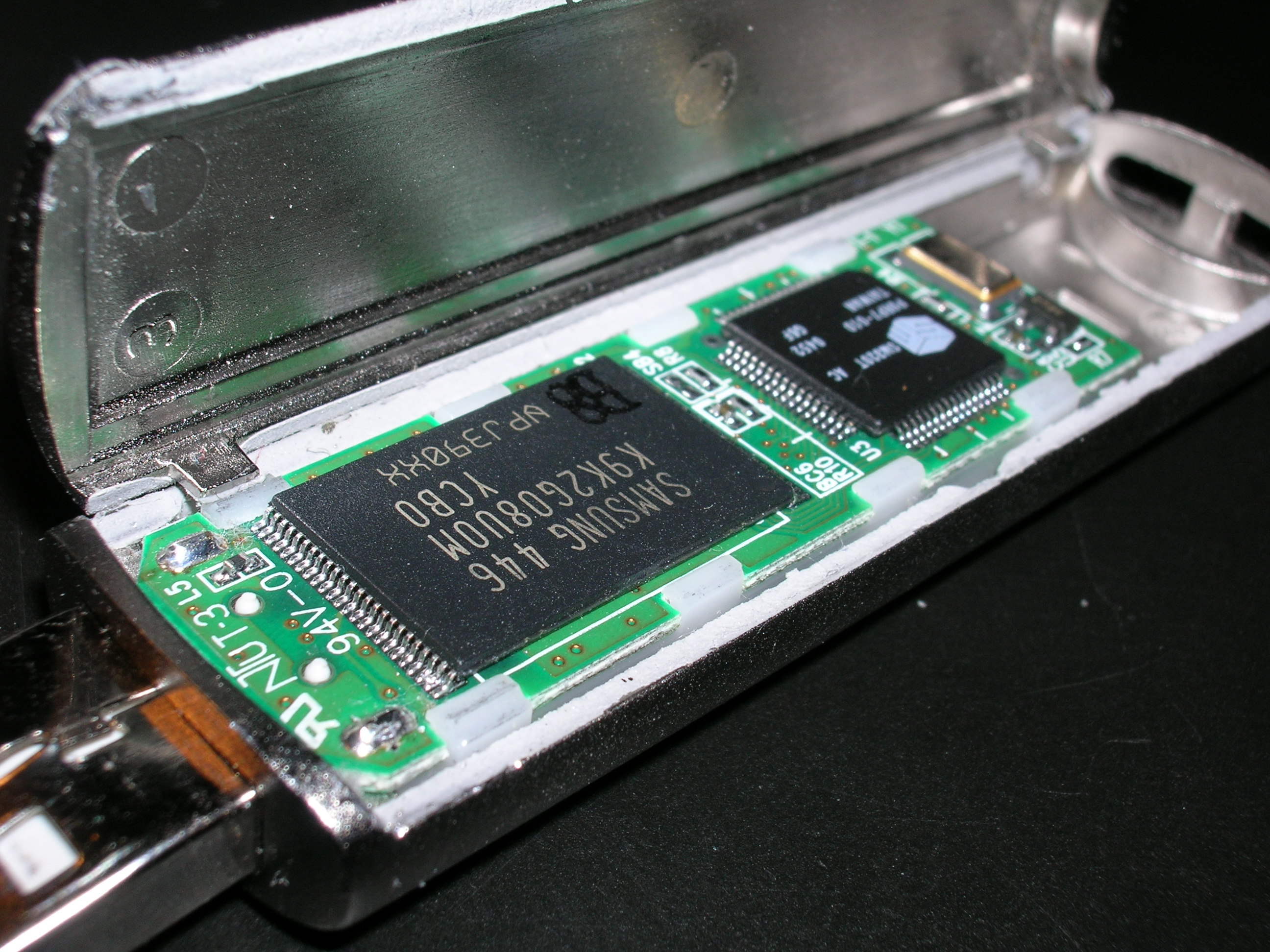
El microcontrolador a la derecha de la Memoria USB está controlada por un firmware empotrado

Algunos programas están empotrados en el hardware. Una computadora con arquitectura de programas almacenados requiere un programa inicial almacenado en su ROM para arrancar. El proceso de arranque es para identificar e inicializar todos los aspectos del sistema, desde los registros del procesador, controladores de dispositivos hasta el contenido de la memoria RAM. Seguido del proceso de inicialización, este programa inicial carga al sistema operativo e inicializa al contador de programa para empezar las operaciones normales. Independiente de la computadora, un dispositivo de hardware podría tener firmware empotrado para el control de sus operaciones. El firmware se utiliza cuando se espera que el programa cambie en raras ocasiones o nunca, o cuando el programa no debe perderse cuando haya ausencia de energía.

### Programas cargados manualmente

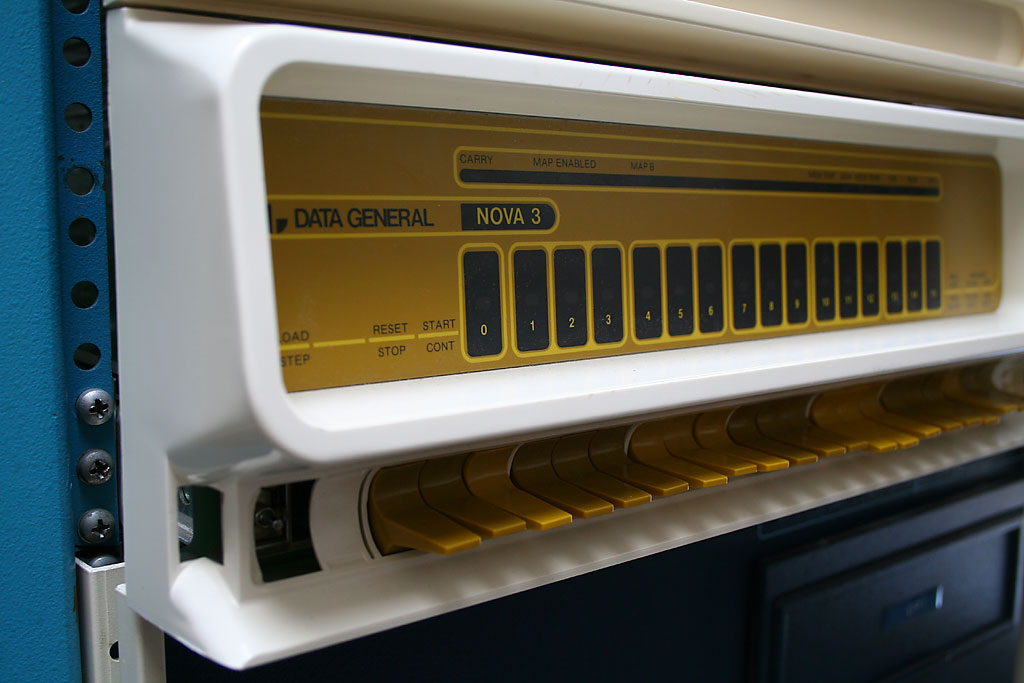
Interruptores para la carga manual en una Data General Nova 3

Históricamente, los programas eran cargados al procesador central de forma manual mediante interruptores. Una instrucción se representaba por una configuración de estados de interruptores de abierto o cerrados. Después de establecer la configuración, se ejecutaba un botón de ejecución. Este proceso era repetitivo. Asimismo, los programas se cargaban manualmente mediante una cinta de papel o tarjetas perforadas. Después de que se cargaba el programa, se establecía la dirección de inicio mediante interruptores y se presionaba el botón de ejecución.

### Programas generados automáticamente
La programación automática es un estilo de programación que crea código fuente mediante clases genéricas, prototipos, plantillas, aspectos, y generadores de código para aumentar la productividad del programador. El código fuente se genera con herramientas de programación tal como un procesador de plantilla o un IDE. La forma más simple de un generador de código fuente es un procesador macro, tal como el preprocesador de C, que reemplaza patrones de código fuente de acuerdo a reglas relativamente simples.
Un motor de software da de salida código fuente o lenguaje de marcado que simultáneamente se vuelve la entrada de otro proceso informático. Podemos pensar como analogía un proceso manejando a otro siendo el código máquina quemado como combustible. Los servidores de aplicaciones son motores de software que entregan aplicaciones a computadoras cliente. Por ejemplo, un software para wikis es un servidor de aplicaciones que permite a los usuarios desarrollar contenido dinámico ensamblado a partir de artículos. Las wikis generan HTML, CSS, Java, y Javascript los cuales son interpretados por un navegador web.

### Ejecución simultánea
Muchos programas pueden ejecutarse simultáneamente en la misma computadora, hecho al cual se lo conoce como multitarea, pudiéndose lograr mediante mecanismos de software o de hardware. Los sistemas operativos modernos pueden ejecutar varios programas a través del planificador de procesos — un mecanismo de software para conmutar con frecuencia la cantidad de procesos del procesador de modo que los usuarios puedan interactuar con cada programa mientras estos están corriendo. También se puede lograr la multitarea por medio del hardware; las computadoras modernas que usan varios procesadores o procesadores con varios núcleos pueden correr muchos programas a la vez.

## Categorías funcionales
Los programas se pueden categorizar aplicando criterios funcionales. Estas categorías funcionales son software de sistema y software de aplicación. El software de sistema incluye al sistema operativo el cual acopla el hardware con el software de aplicación. El propósito del sistema operativo es proveer un ambiente en el cual el software de aplicación se ejecuta de una manera conveniente y eficiente. Además del sistema operativo, el software de sistema incluye programas utilitarios que ayudan a manejar y configurar la computadora. Si un programa no es software de sistema entonces es software de aplicación. El middleware también es un software de aplicación que acopla el software de sistema con la interfaz de usuario. También son software de aplicación los programas utilitarios que ayudan a los usuarios a resolver problemas de aplicaciones, como por ejemplo la necesidad de ordenamiento.